# Біг-ейр

Біг-ейр (англ. Big Air — велике повітря) — дисципліна сноубордингу, змагання або показові виступи, на яких сноубордист розганяється і стрибає з великого трампліна, виконуючи у польоті різні трюки, а також трамплін, призначений для таких змагань. Довжина польотів — від 5 до 30 метрів.